# 満願寺 (須賀川市)
満願寺（まんがんじ）は、福島県須賀川市に所在する日蓮正宗の寺院。山号は法守山（ほうしゅさん）。

## 起源と歴史
- 1303年（乾元2年） - 建立される。開基は日蓮正宗第3祖日目の弟子である日尊。
- 2003年（平成15年） - 創立700周年法要が行われる。

## 所在地
- 福島県須賀川市守屋字里98

## 寺院周辺
- ローレルバレイカントリークラブ
- 白方郵便局
- 須賀川市立白方小学校

## 交通アクセス
- 東北自動車道須賀川インターチェンジより車で15分。郡山南インターチェンジより車で10分
- 東北本線須賀川駅から車で20分